# Kupang Krajan
Kupang Krajan is een bestuurslaag in het regentschap Soerabaja van de provincie Oost-Java, Indonesië. Kupang Krajan telt 19.518 inwoners (volkstelling 2010).